# Saint Clair Cemin
Saint Clair Cemin (* 24. September 1951 in Cruz Alta im Bundesstaat Rio Grande do Sul) ist ein brasilianischer Bildhauer, der in New York City lebt und arbeitet.

## Leben und Werk

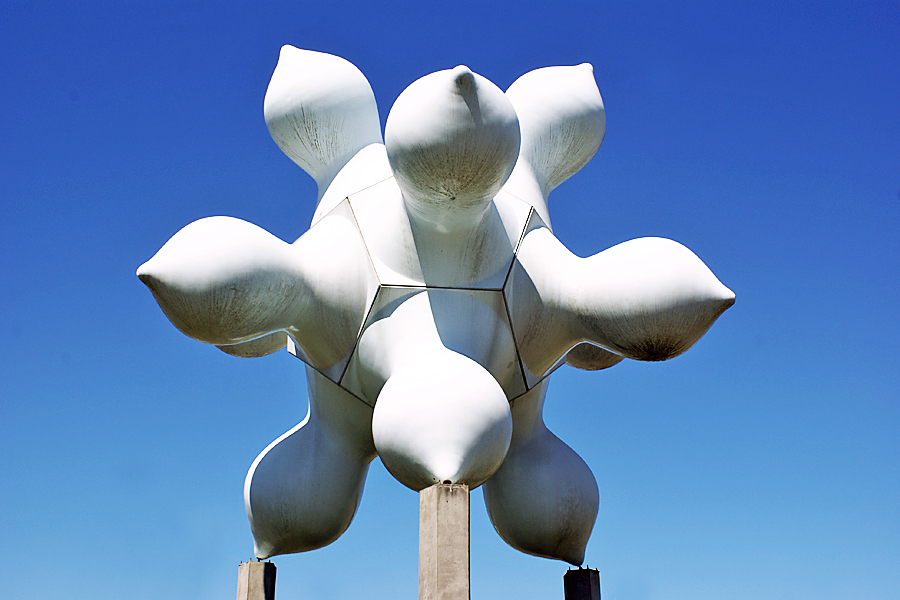
Supercuia Porto Alegre

Cemin wuchs in Brasilien auf und studierte von 1975 bis 1978 an der École nationale supérieure des beaux-arts de Paris. Nach dem Studium zog er nach New York City und wurde Teil der Kunstszene im East Village. Zu seinen Freunden gehören Jeff Koons und Peter Halley.
Saint Clair Cemin nutzt für sein künstlerisches Werk ein breites Spektrum an Materialien und Bearbeitungstechniken. Stein, Metall, Holz, Bronze, Marmor und Terrakotta gehören zu den von ihm verwendeten Materialien.
1992 mietete Cemin in Ägypten ein Haus am Nil, wo er mit Hilfe eines Schmiedes Skulpturen realisierte. 1994 engagierte er auf Bali Schnitzer, die Werke aus Teakholz und Mahagoni herstellten. 1999 ließ Cemin von Handwerkern in Peking Werke aus rostfreiem Stahl herstellen.
Cemin erhielt mehrere Auszeichnungen für sein Werk und hatte zahlreiche Ausstellungen in verschiedenen Ländern, unter anderem war er Teilnehmer der documenta IX in Kassel.